# Moschus
A Moschus az emlősök (Mammalia) osztályának párosujjú patások (Artiodactyla) rendjébe, ezen belül a pézsmaszarvasfélék (Moschidae) családjába tartozó nem.
Családjának az egyetlen élő neme és egyben a névadó típusneme is.

## Előfordulásuk
Az egykoron széles körben elterjedt pézsmaszarvasfélék családjából, manapság már csak egy nem, a Moschus-ok neme maradt fenn. A legelső pézsmaszarvasfélék Európában fejlődtek ki az oligocén korban; bár a legősibb igazi Moschus maradványt Kínában, a késő miocén korszak rétegében találták meg; ez a réteg, tehát az ősmaradvány is körülbelül 9 millió éves. Eme család fajai korábban Észak-Amerikában is jelen voltak, azonban a mai fajok Ázsia középső és keleti részeire szorultak vissza.

## Megjelenésük

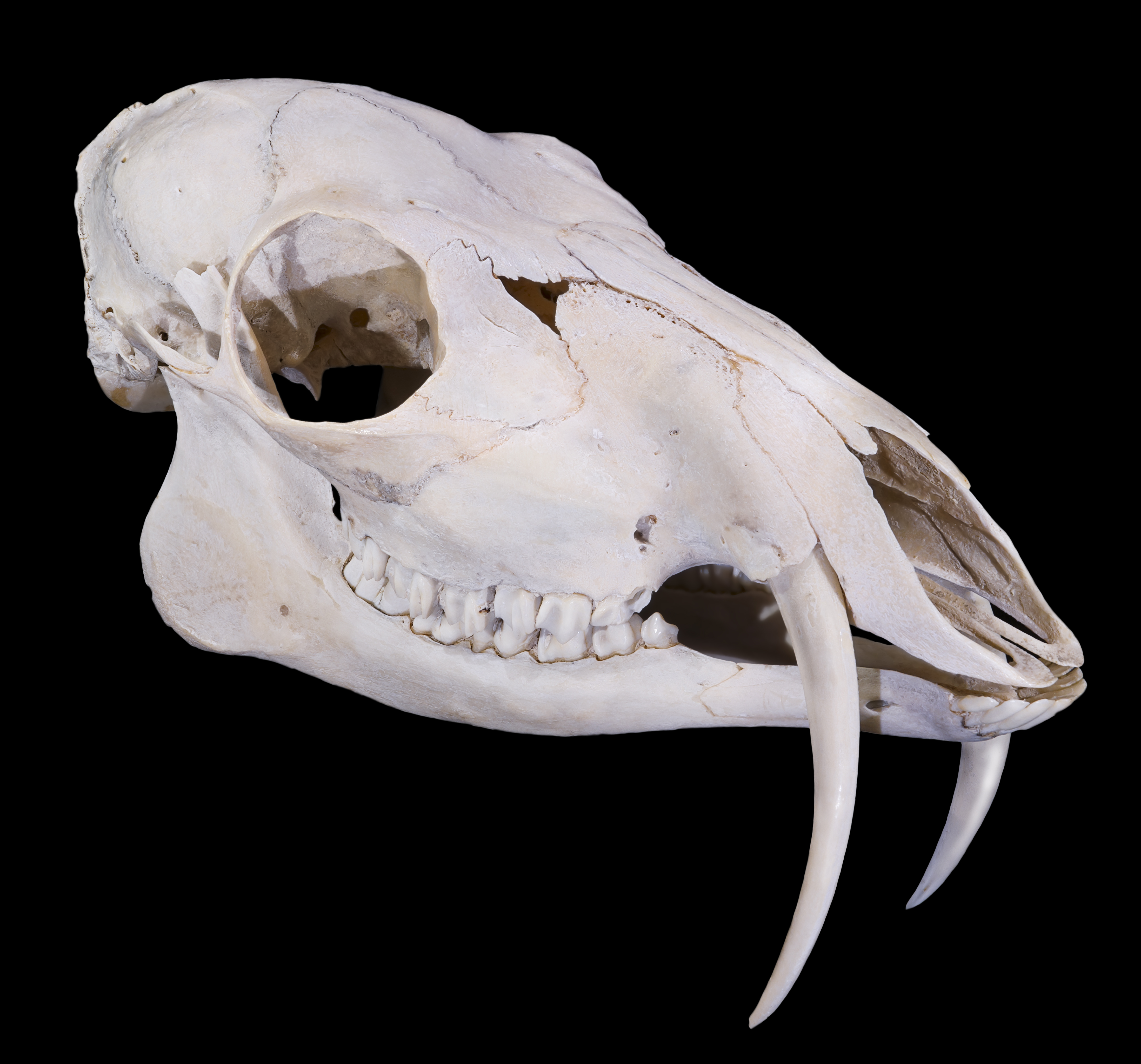
A szibériai pézsmaszarvas koponyája

Testük tömzsi, hátsó lábuk hosszabb a mellsőnél. Általában 80–100 centiméter hosszúak, marmagasságuk 50–70 centiméter, tömegük 7–17 kilogramm. Lábuk jól alkalmazkodott a hegyi terephez. Mint a valódi szarvasfélék (Cervidae) közé tartozó víziőznek, pézsmaszarvasoknak sincs agancsuk, viszont a hímek felső szemfogai kardszerűen megnyúltak. Fogképletük hasonlít a szarvasfélékéhez:
{\displaystyle {\tfrac {0.1.3.3}{3.1.3.3}}}
A szarvasféléktől ugyancsak eltérően szagmirigyük sincs a pofájukon. Mindegyik fajnak van egy pár csecsbimbója, epehólyagja és farokmirigye.
A családnevüket a felnőtt hímek (váladékáról pézsmamirigynek nevezett) prosztatájában termelt pézsmáról kapták. Ez az ivarszerv és a köldök között elhelyezkedő pézsmazacskóban gyűlik össze, és főleg a párkeresésben van szerepe.

## Életmódjuk, élőhelyük
A Moschus-fajok dombos, sűrű erdők, az emberi településektől távol élő növényevők. Mint a szarvasfélék, a pézsmaszarvasok is levelekkel, virágokkal és füvekkel táplálkoznak, ezek mellett mohákat és zuzmókat is fogyasztanak. Magányosan élnek, és területük határát farokmirigyeik váladékával jelölik meg. Általában félénkek, éjjel és szürkületkor aktívak.
A párzási időszakban a hímek felkeresik a nőstényeket. Ha ilyenkor két hím találkozik, „agyaraikkal” küzdenek. A nőstény 150–180 napi vemhesség után egy utódot ellik. Az újszülött nagyon kicsi, és az első hónapban alig mozdul meg, így elrejtve marad a ragadozók elől.

## Rendszerezésük
A nembe az alábbi 7 faj tartozik:
- anhuji pézsmaszarvas (Moschus anhuiensis) Wang, Hu & Yan, 1982
- apró pézsmaszarvas (Moschus berezovskii) Flerov, 1929
- erdei pézsmaszarvas (Moschus chrysogaster) Hodgson, 1839
- kasmír pézsmaszarvas (Moschus cupreus) Grubb, 1982
- fekete pézsmaszarvas (Moschus fuscus) Li, 1981
- fehérhasú pézsmaszarvas (Moschus leucogaster) Hodgson, 1839
- szibériai pézsmaszarvas (Moschus moschiferus) Linnaeus, 1758 - típusfaj

### Fordítás
- Ez a szócikk részben vagy egészben  a   Musk deer című angol Wikipédia-szócikk ezen változatának fordításán alapul.  Az eredeti cikk szerkesztőit annak laptörténete sorolja fel. Ez a jelzés csupán a megfogalmazás eredetét és a szerzői jogokat jelzi, nem szolgál a cikkben szereplő információk forrásmegjelöléseként.